# Asmate clathrata
Asmate clathrata là một loài bướm đêm trong họ Geometridae.